# Josef Bachem (Architekt)
Josef Bachem (* 30. Juni 1881 in Mülheim am Rhein; † 3. April 1946 in Berlin-Johannisthal) war ein deutscher Architekt. Von Bachem sind nur wenige Bauten bekannt; nach einigen Wohnhäusern und Villen entwarf er ab den 1920er Jahren mehrere Kirchengebäude in und um Berlin. Diese Backsteinbauten im Stil des Expressionismus und der klassischen Moderne waren für den katholischen Kirchenbau in Berlin prägend und stehen inzwischen mehrheitlich unter Denkmalschutz.

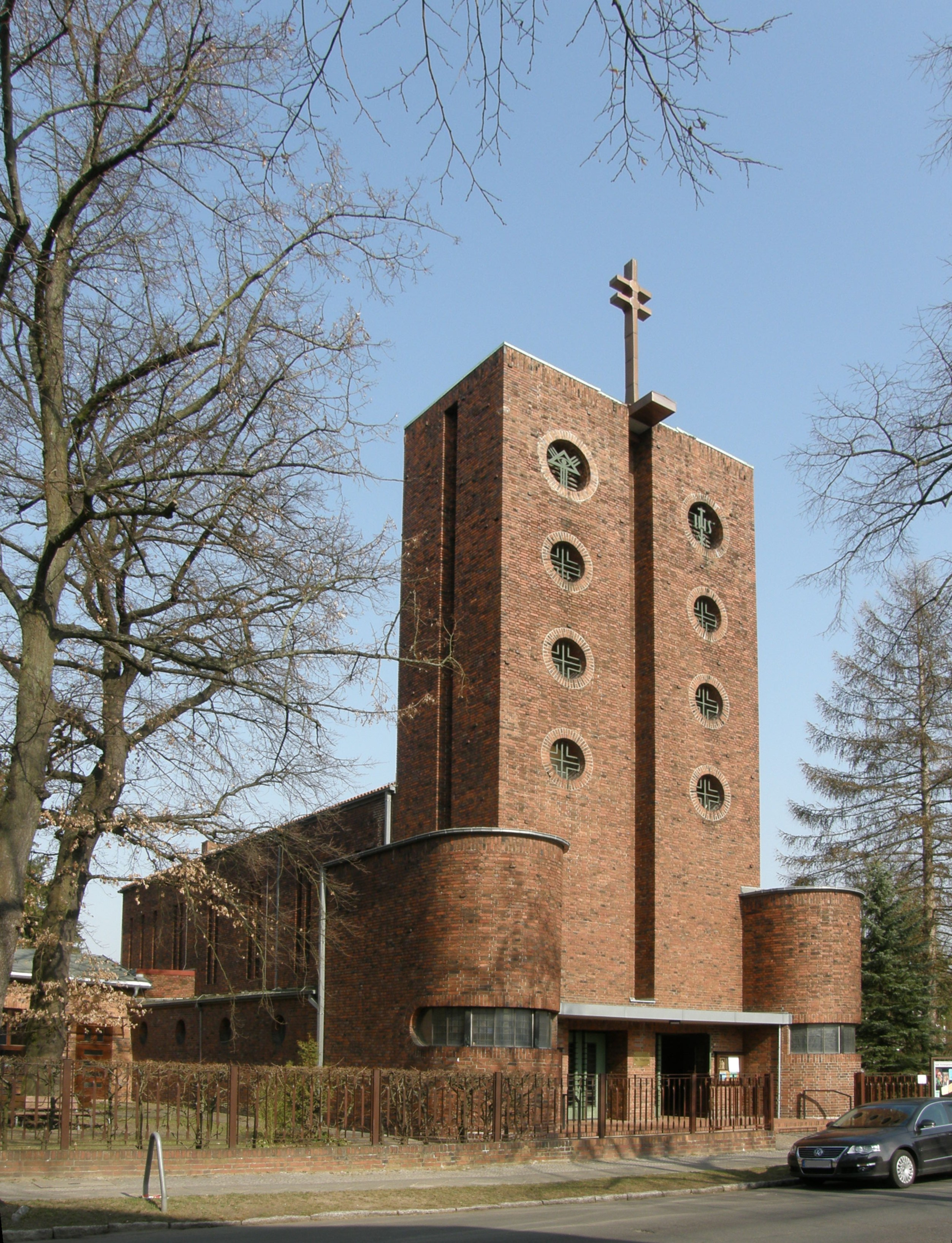
Kath. Pfarrkirche St. Martin in Berlin-Kaulsdorf

## Leben

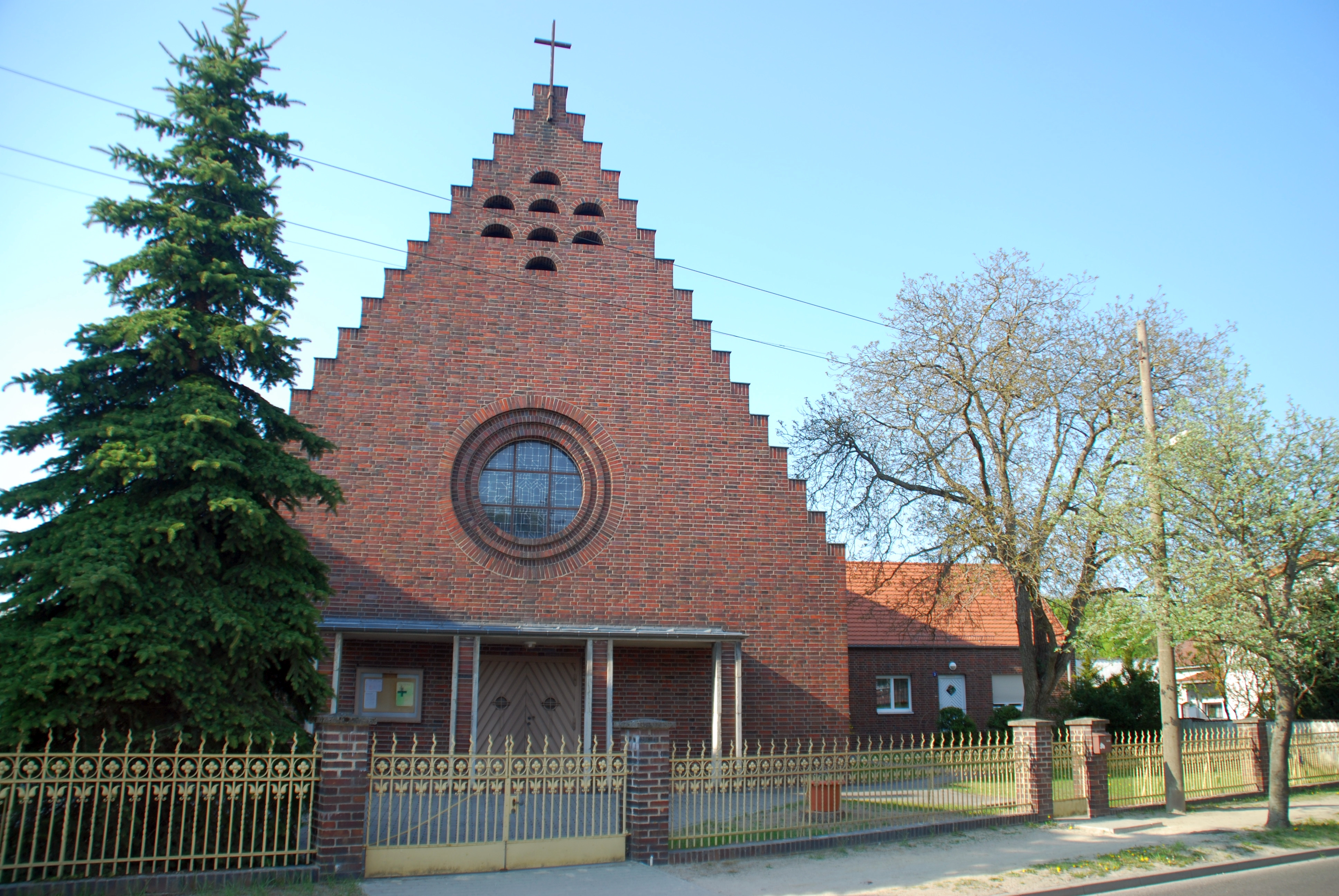
Kath. Maria-Hilf-Kirche in Herzfelde (Rüdersdorf)

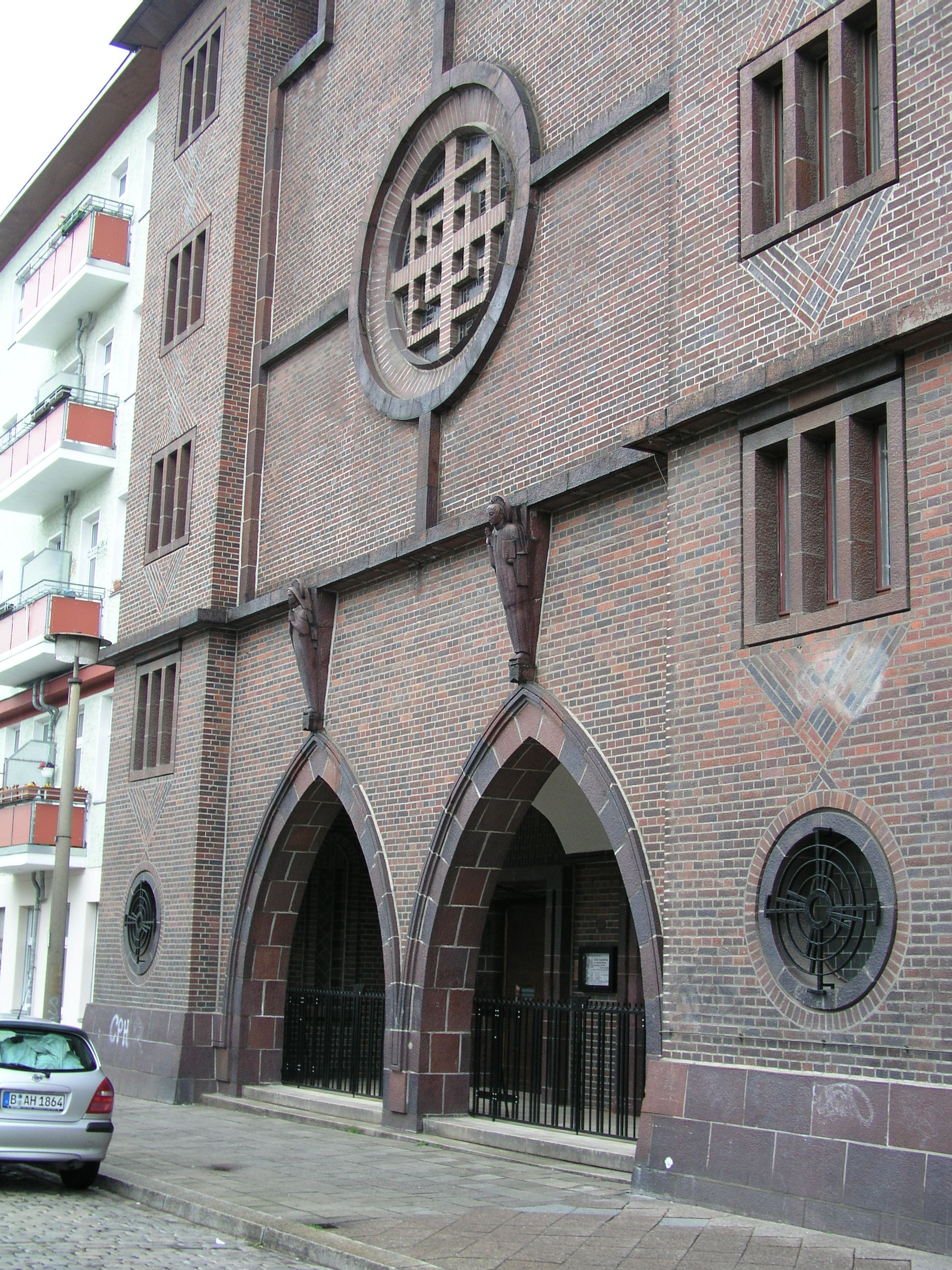
Kath. Pfarrkirche St. Augustinus in Berlin-Prenzlauer Berg

Bachem besuchte die Baugewerkschule Köln und bestand im Sommersemester 1901 die Abschlussprüfung. Von 1905 bis 1917 war er Assistent an der Architektur-Fakultät der Technischen Hochschule Darmstadt. Anschließend arbeitete er bis 1920 bei der Firma Arthur Müller Bauten und Industriewerke (AMBI) in Berlin. Ab 1920 betrieb er an seinem Wohnort Johannisthal, Sternplatz 4a, zunächst zusammen mit dem Regierungsbaumeister und Architekten H. Kocheim ein eigenes Architekturbüro. Vor 1929 wurde er Mitglied im Bund Deutscher Architekten (BDA). Im Folgejahr war er allein Inhaber des Büros. 1929 zog er zum Sternplatz 13 um, wo er bis zu seinem Tode 1946 blieb.

## Bauten und Entwürfe (Auswahl)
- 1913 begonnen: Turn- und Festhalle in Sulzbach
- 1924–1925: Wohnhaus für den Kaufmann E. Lepp in Berlin-Westend, Kirschenallee 21a[4][5] Lage
- 1924–1925: Wohnhaus für den Fabrikbesitzer D. Lemke in Berlin-Westend, Mohrunger Allee 3[6] Lage
- 1925 Wettbewerb, ausgeführt 1927–1928: Kath. Pfarrkirche St. Augustinus in Berlin-Prenzlauer Berg, mit Heinrich Horvatin[7] Lage
- vor 1926: Wochenendhaus in Sacrow, Potsdam[8]
- 1929–1930: Kath. Pfarrkirche St. Martin in Berlin-Kaulsdorf, Giesestraße 33–47[9] Lage
- 1927–1928: Kath. Fronleichnamskapelle in Herzberg (Elster) Lage
- 1933: Kath. Kirche St. Hubertus in Petershagen bei Berlin (Kr. Märkisch-Oderland) Lage
- 1934: Kath. Kirche St. Theresia vom Hl. Kinde Jesu in Finow, (Fenster von Odo Tattenpach)Lage
- 1934–1935: Kath. Maria-Hilf-Kirche in Herzfelde Lage
- 1939–1940: Kath. Pfarrkirche St. Konrad von Parzham in Berlin-Falkenberg[10] Lage